# Microbolomètre
 (novembre 2017).
Un microbolomètre est un type spécifique de bolomètre utilisé comme détecteur infrarouge dans une caméra thermique. Un rayonnement Infrarouge de longueur d'onde entre 7,5 µm et 14 μm frappe le matériau du détecteur, le chauffe et modifie ainsi sa résistance électrique. Ce changement de résistance dans un système pixelisé est utilisé pour créer une image thermique. Contrairement à d'autres types d'équipement de détection infrarouge, les microbolomètres ne nécessitent pas de refroidissement.

## Principe de construction
Un microbolomètre est un capteur thermique non refroidi. Les capteurs thermiques haute résolution antérieurs nécessitaient des méthodes de refroidissement exotiques et coûteuses, y compris les refroidisseurs cycle de Stirling et les refroidisseurs azote liquide. Ces méthodes de refroidissement ont rendu les imageurs thermiques de premières génération coûteux à utiliser et difficiles à déplacer. De plus, ces caméras thermiques à refroidissement nécessitent plus de 5 minutes (suivant la puissance de la machine à froid) avant d'être à bonne température pour être utilisables.

Figure 1. Vue en coupe transversale d'un microbolomètre

Un microbolomètre est constitué d'un réseau de pixels, chaque pixel étant composé de plusieurs couches. Le diagramme en coupe représenté sur la figure 1 fournit un schéma de principe du pixel. Chaque entreprise qui fabrique des microbolomètres a sa propre procédure de production et utilise même une variété de matériaux absorbants différents. Dans cet exemple, la couche inférieure est constituée d'un substrat silicium et d'un circuit intégré de lecture (ROIC). Les contacts électriques sont déposés puis gravés sélectivement. Un réflecteur, par exemple un miroir en titane, est créé sous le matériau absorbant les infrarouges. Comme une certaine lumière peut traverser la couche absorbante, le réflecteur redirige cette lumière pour assurer la plus grande absorption possible, permettant ainsi de produire un signal plus fort. Ensuite, une couche sacrificielle est déposée de sorte que plus tard dans le processus, un espace peut être créé pour isoler thermiquement le matériau absorbant les infrarouges du ROIC. Une couche de matériau absorbant est ensuite déposée et gravée sélectivement afin que les contacts finaux puissent être créés. Pour créer la structure finale en forme de pont représentée sur la figure 1, la couche sacrificielle est retirée de sorte que le matériau absorbant soit suspendu à environ 2 µm au-dessus du circuit de lecture. Parce que les microbolomètres ne subissent aucun refroidissement, le matériau absorbant doit être thermiquement isolé du ROIC inférieur et la structure en forme de pont permet cela. Une fois le réseau de pixels créé, le microbolomètre est encapsulé sous vide pour augmenter la longévité du dispositif. Dans certains cas, tout le processus de fabrication est effectué sans casser le vide.
La qualité des images créées à partir de microbolomètres a continué d'augmenter. Le réseau de microbolomètres se trouve généralement dans deux tailles, 320 × 240 pixels ou moins cher 160 × 120 pixels. La technologie actuelle a conduit à la production de dispositifs avec 640 × 480 ou 1024 × 768 pixels. Il y a également eu une diminution des dimensions des pixels individuels. La taille des pixels était typiquement de 45 μm dans les dispositifs plus anciens et a été réduite à 17 μm dans les dispositifs actuels. Lorsque la taille des pixels diminue et que le nombre de pixels par unité de surface est augmenté proportionnellement, une image avec une résolution plus élevée est créée, mais avec un NETD (Température équivalente de bruit (différentielle)) plus élevé car les pixels plus petits sont moins sensibles aux rayonnements IR.

## Propriétés des matériaux de détection
Il y a une grande variété de matériaux qui sont utilisés pour l'élément détecteur dans les microbolomètres. L'un des principaux facteurs qui déterminent le bon fonctionnement de l'appareil est la responsivité de l'appareil. La responsivité est la capacité de l'appareil à convertir le rayonnement entrant en un signal électrique. Les propriétés du matériau du détecteur influencent cette valeur et plusieurs propriétés principales du matériau doivent donc être étudiées : le TCR, le bruit en 1/f et la résistance.

### Coefficient thermique de résistance (TCR)
Le matériau utilisé dans le détecteur doit démontrer de grandes variations de résistance à la suite de changements minimes de température. Comme le matériau est chauffé, en raison du rayonnement infrarouge entrant, la résistance du matériau diminue. Ceci est lié au coefficient thermique de résistance (TCR) du matériau, en particulier son coefficient de température négatif. L'industrie fabrique actuellement des microbolomètres qui contiennent des matériaux ayant des TCR proches de -2% / K. Bien qu'il existe de nombreux matériaux ayant des TCR beaucoup plus élevés, plusieurs autres facteurs doivent être pris en compte lors de la production de microbolomètres optimisés.

### Bruit en 1/f
Le bruit en 1/f, comme d'autres bruits, provoque une perturbation qui affecte le signal et qui peut fausser l'information véhiculée par le signal. Les changements de température à travers le matériau absorbant sont déterminés par des changements dans la polarisation du courant ou de la tension circulant dans le matériau de détection. Si le bruit est important, les petits changements qui se produisent peuvent ne pas être clairement visibles et l'appareil est inutile. L'utilisation d'un matériau de détecteur ayant un minimum de bruit en 1/f permet de maintenir un signal plus clair entre la détection IR et la sortie affichée. Le matériau du détecteur doit être testé pour s'assurer que ce bruit n'interfère pas de manière significative avec le signal.

### Résistance
L'utilisation d'un matériau présentant une faible résistance à la température ambiante est également importante. Une résistance plus faible à travers le matériau de détection signifie que moins de puissance devra être utilisée. En outre, il existe une relation entre la résistance et le bruit, plus la résistance est élevée, plus le bruit est élevé. Ainsi, pour faciliter la détection et satisfaire aux exigences de faible bruit, la résistance devrait être faible.

## Matériaux détecteurs
Les deux matériaux détecteurs de rayonnement IR les plus couramment utilisés dans les microbolomètres sont le silicium amorphe et l'oxyde de vanadium. De nombreuses recherches ont été effectuées pour trouver d'autres matériaux utilisables. Ceux étudiés comprennent : Ti, YBaCuO, GeSiO, poly SiGe, BiLaSrMnO ainsi que le cytochrome c et l'albumine de sérum bovin à base de protéines.
Le Si amorphe (a-Si) fonctionne bien car il peut facilement être intégré dans le processus de fabrication du CMOS, il est très stable, sa constante de temps est rapide et son temps moyen avant la panne est long. Pour créer la structure en couches et les motifs, le procédé de fabrication CMOS peut être utilisé mais il nécessite des températures inférieures à 200 °C en moyenne. Un problème avec certains matériaux potentiels est que, pour créer les propriétés souhaitables, leurs températures de dépôt peuvent être trop élevées bien que ceci ne soit pas un problème pour les films minces a-Si. a-Si possède également d'excellentes valeurs pour le TCR, le bruit en 1/f et la résistance lorsque les paramètres de dépôt sont optimisés.
Des films minces d'oxyde de vanadium peuvent également être intégrés dans le procédé de fabrication CMOS, bien que pas aussi facilement que le a-Si pour des raisons de température. VO est une technologie plus ancienne que l'a-Si, et pour ces raisons ses performances et sa longévité sont moindres. Le dépôt à des températures élevées et la post-cuisson recuit permettent la production de films ayant des propriétés supérieures, bien que des films acceptables puissent encore être fabriqués en respectant par la suite les exigences de température. VO2 a une faible résistance mais subit un changement de phase métal-isolant autour de 67 °C et a également une valeur inférieure de TCR. D'autre part, V2O5 présente une résistance élevée et également un TCR élevé. De nombreuses phases de VOx existent bien qu'il semble que x ≈ 1.8 soit devenu le plus populaire pour les applications de microbolomètres.

## Microbolomètres actifs vs passifs
La plupart des microbolomètres contiennent une résistance sensible à la température qui en fait un dispositif électronique passif. En 1994, une société, Electro-Optic Sensor Design (EOSD), a commencé à s'intéresser à la production de microbolomètres utilisant un transistor en couches minces (TFT), qui est un type particulier de transistor à effet de champ. Le principal changement dans ces dispositifs serait l'ajout d'une électrode de grille. Bien que les concepts principaux des dispositifs soient similaires, l'utilisation de cette conception permet d'utiliser les avantages du TFT. Certains avantages comprennent l'accord de la résistance et l'énergie d'activation et la réduction des modèles de bruit périodiques. 

## Avantages
- Ils sont petits et légers. Pour les applications nécessitant des portées relativement courtes, les dimensions physiques de la caméra sont encore plus petites. Cette propriété permet, par exemple, le montage d'imageurs thermiques microbolométriques non refroidis sur les casques.
- Fournir une sortie vidéo réelle immédiatement après la mise sous tension.
- Faible consommation d'énergie par rapport aux imageurs thermiques à détecteur refroidi.
- Très long MTBF.
- Moins cher que les caméras basées sur des détecteurs refroidis.

## Inconvénients
- Moins sensible que les imageurs thermiques et optiques à détecteurs refroidis.
- Ne peut pas être utilisé pour les applications infrarouges multispectrales ou à haute vitesse.
- N'est pas en mesure d'égaler la résolution des capteurs utilisant des semi-conducteurs refroidis.
- Bruit plus élevé que les capteurs utilisant des semi-conducteurs refroidis.

## Limites de performance
La sensibilité est en partie limitée par la conductance thermique du pixel. La vitesse de réponse est limitée par la capacité calorifique thermique divisée par la conductance thermique. La réduction de la capacité calorifique augmente la vitesse mais augmente également les fluctuations thermiques (bruit statistique mécanique). Augmenter la conductance thermique augmente la vitesse, mais diminue la sensibilité.

## Origines
La technologie du microbolomètre a été initialement développée par Honeywell à partir de la fin des années 1970 en tant que contrat classifié pour US Department of Defense. Le gouvernement des États-Unis a déclassifié la technologie en 1992. Après la déclassification, Honeywell a accordé sa licence à plusieurs fabricants.

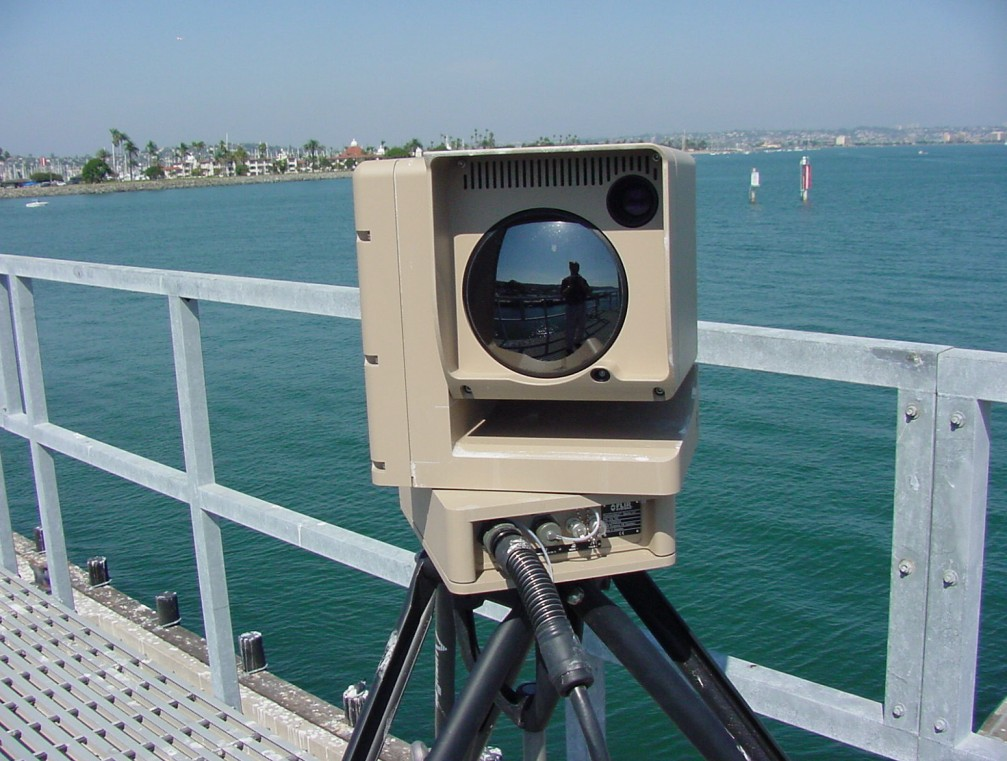
Le système d'imagerie infrarouge ThermoVision SENTRY de FLIR Systems utilise un réseau de microbolomètres de 320 × 240.

## Fabricants de réseaux de microbolomètres
- Lynred (ex Sofradir et ULIS)
- BAE Systems
- Raytheon
- L-3 Communications Infrared Products
- DRS Technologies
- FLIR Systems
- Seek Thermal
- Opgal Optronics
- Vumii Imaging
- InfraredVision Technology Corporation (affilié à L-3)
- NEC
- Institut National d'Optique (INO)
- Honeywell (Manufactured for Infrared Solutions)
- SCD
- Teledyne Dalsa
- Qioptiq
- Fraunhofer IMS
- Mikrosens Electronics Inc.
- GUIDIR